# Gordon Hindle Rawcliffe
Gordon Hindle Rawcliffe (* 2. Juni 1910 in Sunny Bank, Sheffield; † 3. September 1979 in Clifton, Bristol) war ein britischer Elektroingenieur und Hochschullehrer und beschäftigte sich mit der Optimierung von elektrischen Maschinen.

## Leben
Seine Eltern waren Rev. James Hindle Rawcliffe (1874–1920) und May Jane, geb. Thompson (1883–1940). Als Gordon zwei Jahre alt war, zog die Familie nach Gloucester. Bis zum frühen Tod seines Vaters erhielt er Privatunterricht. Anschließend besuchte er von 1921 bis 1923 die Kings’s School in Gloucester, darauf 1924–1929 St. Edmund’s School in Canterbury und dann Keble College in Oxford, bei R. V. Southwell und E. B. Moullin. Auf Southwells Rat hin machte er anschließend eine zweijährige Ausbildung bei der Metropolitan-Vickers Electrical Company (Metrovick). Die nächsten drei Jahre bis 1938 war er dort Entwicklungsingenieur.
Danach nahm er eine Stelle als Dozent für Elektrotechnik an der University of Liverpool an, wo er mit E. W. Marchant zusammenarbeitete. Nachdem dieser sich zur Ruhe setzte, wechselte Rawcliffe 1941 zu Robert Gordon’s Technical College in Aberdeen als Leiter des Instituts für Elektrotechnik. 1944 erwarb er hier seinen Doktor. Bald darauf wechselte er zur University of Bristol in sein geliebtes Gloucestershire. 1948–51 war er Dekan, bis ihn eine schwere Asthmaerkrankung zur Pause zwang.
Er beschäftigte sich bei Asynchronmaschinen mit der Polumschaltung und deren Wicklungsart, um mit einer möglichsten geringen Anzahl von sechs Anschlüssen zur Umschaltung die Drehzahl der Maschine im Betrieb ändern zu können. Die dabei auftretenden Probleme mit Oberschwingungen und über die Winkelposition abhängige Drehmomentänderungen kompensierte er durch die von ihm 1954 entwickelte Pol-Amplituden-Modulation (PAM). Ein Beispiel für die PAM stellt die Dahlanderwicklung dar, wie sie bei dem Dahlandermotor Verwendung findet. Die Pol-Amplituden-Modulation beschreibt über den speziellen Dahlandermotor hinausgehend das Prinzip und wurde zunächst bei kleinen Polzahl von 8 bis 10 Polen eingesetzt, bei Leistungen bis zu 75 kVA. Später wurde das Prinzip der Pol-Amplituden-Modulation auf eine beliebige Anzahl von Polen bei Asynchronmaschinen erweitert.
Ende der 1960er wurde er Consultant für einige Industrieorganisationen und 1975 ging er in den Ruhestand. 1972 wurde er Fellow der Royal Society.

## Veröffentlichungen
- The Theory of third-harmonic and zero-sequence fields; in IEE Proceedings
- The development of a new 3:1 pole-changing winding